# 梁左
梁左（1957年9月3日—2001年5月19日），中国剧作家，编剧，相声作家，一生创作了众多的喜剧作品。
梁左生于中国北京，1982年毕业于北京大学中文系，早年创作了许多相声作品。90年代初，他与英达一同创作了大型情景喜剧《我爱我家》，开创了中国情景喜剧的先河。

## 履历

### 简历
- 1976年中学毕业后于北京平谷县农村插队落户。
- 1978年考入北京大学中文系。
- 1982年在北京大学获得学士学位，之后在国家教育部任职。
- 1985年在北京语言学院任教，教授汉语。
- 1991年调入中国艺术研究院曲艺研究所。

### 早期相声创作
梁左在北京大学就读期间就开始了文学创作，曾在多种刊物上发表短篇小说。1986年他开始相声研究和创作，并在几年之内迅速成长为名噪一时的相声作家，他的相声作品兼文学性与现实性的特点，形成了独特鲜明的个人风格，给相声这门古老的艺术形式注入了新鲜的血液。其间他与姜昆一同创作了《虎口遐想》、《电梯奇遇》、《小偷公司》、《特大新闻》等多部脍炙人口的相声名篇，使得梁左、姜昆的相声在当时独成一派，在80年代中期到90年代初期的春节联欢晚会的相声节目上几乎是独领风骚。他所作出的贡献对相声在上世纪80年代90年代之交的中兴起到了他人难以企及的巨大作用。

### 情景喜剧创作
梁左1992年投身情景喜剧的研究和写作，他和英达合作推出的120集大型情景喜剧《我爱我家》开创了情景喜剧在中国第一篇章，具有里程碑式的意义。他在该剧中任总编剧和总文学师，创造性地将中国传统文化中的滑稽与幽默手段与情景喜剧的语言形式相结合，加之扎实的故事结构，使该剧在当时获得了观众的巨大反响和广泛认同，一改中国人对喜剧的传统观念，引领中国喜剧工作者进入了中国喜剧形式多样化的新局面，并成就了一批新一代的喜剧明星。该剧一经推出便在全国疯狂播映，经久不衰，至今仍不断重播。他深深影响了每一个经历过90年代的中国观众。
自《我爱我家》之后梁左又创作了一系列的电视情景喜剧及电视系列剧。其中他自编自导的情景喜剧《临时家庭》再度获得观众的好评，而以风趣的调侃为特点的电视剧喜剧《一手托两家》则是梁左在喜剧事业上的又一次探索，《闲人马大姐》则是他生前最后一部力作。

### 英年早逝
2001年5月19日凌晨梁左因突发性心肌梗塞在北京家中去世，终年仅44岁。

梁左死后，其好友作家王朔为其写了悼词。其母谌容委托王朔整理、主编了一本收录梁左的相声、小品、情景喜剧及电视喜剧作品摘录的《笑忘书——梁左作品选》，其中还不乏一些未曾发表过的的小说、纪实文学和散文随笔。

## 家庭
梁左的母亲谌容是作家，代表作有《人到中年》；父亲范荣康，原名梁达，曾任《人民日报》副总编辑；弟弟梁天是演员，妹妹梁欢是编剧；妹夫是著名导演、演员英达。

## 作品列表

### 相声
- 《美丽畅想曲》...姜昆、唐杰忠
- 《家庭喜剧》...姜昆、唐杰忠
- 《老人话时代》...姜昆、唐杰忠
- 《小偷公司》...牛群、冯巩
- 《电梯奇遇》...姜昆、唐杰忠
- 《虎口遐想》...姜昆、唐杰忠
- 《捕风捉影》...姜昆、唐杰忠
- 《着急》...姜昆、唐杰忠
- 《学唱歌》...姜昆、唐杰忠
- 《自我选择》...姜昆、唐杰忠
- 《家庭喜剧》...姜昆、唐杰忠
- 《家庭怪事》...姜昆、唐杰忠
- 《抗洪曲》...又名《争先恐后》，姜昆、唐杰忠
- 《是我不是我》...姜昆、戴志诚
- 《特大新闻》...侯耀文、石富宽
- 《天仙配》...姜昆、李文华
- 《学说话》...梁左、姜昆
- 《大美人》...梁左、姜昆
- 《老人与时代》...梁左、姜昆
- 《侯大明白》...侯耀文、石富宽
- 《合家欢》...姜昆、戴志诚
- 《大船》...1993年央视春晚未通过，与姜昆合作的最后一个作品
- 《海岛遇难》...宋德全、王玉
- 《聚会》
- 《明天的相声》
- 《火葬指标》
- 《处长上台》
- 《老鼠的研究》
- 《戏话秧歌节》

### 情景喜剧
- 《我爱我家》      （编剧、文学师）
- 《临时家庭》      （编剧、导演）
- 《一手托两家》    （总编剧）
- 《闲人马大姐》    （总编剧）
- 《起步停车》      （编剧之一）
- 《新72家房客》    （总编剧）
- 《中国餐馆》      （编剧之一）
- 《马大姐和邻居们》（总编剧）

### 电视剧
- 《称心如意》
- 《不谈爱情》
- 《太阳出世》
- 《低头不见抬头见》（文学艺术指导）
- 《心想事成》      （题材为电视电影）
- 《美好生活》
- 《经过上海》
- 《有人爱没人疼》   （策划）

### 小说
- 《中学时代的朋友》
- 《虎口遐想》
- 《决战前夕》
- 《大荒山纪实》
- 《老虎吃驴》
- 《余崇礼当模特》
- 《家庭宪章》
- 《特大新闻》
- 《家庭会议》
- 《灭鼠记》
- 《北京来信了》
- 《关于女孩的卡拉OK》
- 《纹纹的故事》
- 《侦破爱情》
- 《生死搏斗——仿惊险小说》
- 《太平庄旧事》
- 《义务劳动》

### 随笔
- 《庐结西郊》
- 《也曾清纯》
- 《就这几位大腕儿》
- 《话说相声》
- 《人是名人，事是大事》